# Under der linden

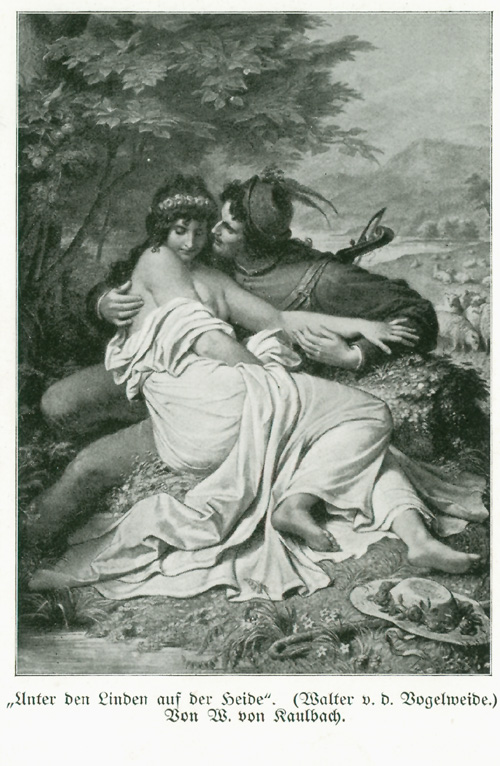
Wilhelm von Kaulbach: „Unter der Linden“

Under der linden (Lachmann 39,11) ist ein Lied von Walther von der Vogelweide. Es thematisiert das Liebeserlebnis eines Mädchens mit ihrem höfischen Geliebten in der freien Natur. In dem Lied kommt der Topos des locus amoenus (lieblicher Ort) vor.

## Text
Walthers sogenannte „Mädchenlieder“, deren bekanntestes dieses ist, lösen zeitlich wahrscheinlich die Phase seiner Jugendlieder ab, die stark vom klassischen Minnesang geprägt sind. Sie zeigen die Abkehr vom Ideal der „Hohen Minne“ des Ritters zur höhergestellten Dame, die unerfüllt bleibt. Walther hat in verschiedenen Liedern das Wesen von Hoher und Niederer Minne charakterisiert und schließlich das neue Ideal der „ebenen Minne“ – einer erfüllten Liebe von gleich zu gleich – entwickelt.
Under der linden

an der heide,

dâ unser zweier bette was,

dâ muget ir vinden

schône beide

gebrochen bluomen unde gras.

Vor dem walde in einem tal,

tandaradei,

schône sanc diu nahtegal.
Unter der Linde

an der Heide,

wo unser beider Bett war,

da könnt ihr schön

gebrochen finden

Blumen und Gras.

Vor dem Walde in einem Tal,

tandaradei,

sang die Nachtigall lieblich.
dâ ‚da‘ (lokal). – mugen ‚können‘. – vinden ‚finden‘; ‚vorfinden‘, ‚erkennen‘. – schône ‚schön‘ (Adverb; zu gebrochen); hier ‚sorgfältig‘. – beide … unde ‚sowohl … als auch‘. – tandaradei von Walther für den Gesang der Nachtigall erfundenes lautmalendes Wort.
Ich kam gegangen

zuo der ouwe,

dô was mîn friedel komen ê.

Dâ wart ich enpfangen,

hêre frouwe,

 

daz ich bin sælic iemer mê.

Kuster mich? Wol tûsentstunt:

tandaradei,

seht, wie rôt mir ist der munt.
Ich kam

zu der Au,

da war mein Liebster schon da (wörtlich: vorher hingekommen).

Dort wurde ich empfangen,

edle Frau! [entweder Ausruf: „Bei der heiligen Muttergottes!“

oder ‚wie eine höfische Dame‘ oder auch: ‚ich, eine höfische Dame‘]

(so) dass ich für immer glücklich bin.

Küsste er mich? Wohl tausendmal!

Tandaradei,

seht, wie rot mir ist der Mund.
ouwe ‚Au‘; ‚wasserreiches Wiesenland; Wiese in der Nähe eines Gewässers; Wiese; Au‘. – dô ‚da‘ (temporal). – friedel ‚Geliebter‘. – ê ‚vorher‘; ‚eher‘. – wart ‚wurde‘. – hêr ‚hehr; vornehm; edel‘. – frouwe ‚Dame‘; ‚Herrin‘. hêre frouwe ‚edle Herrin‘ kann auch Anrede an die Muttergottes sein. Die Zeile ist für uns (sicher nicht für Walthers Zeitgenossen) dreideutig: 1. ‚ich, eine höfische Dame‘ (das ist die wörtliche Übersetzung. Dann wäre das Mädchen tatsächlich eine höfische Dame; diese Deutung widerspricht aber der Situation des Liedes: eine hochadlige Jungfrau wäre zu gut behütet, um sich mit ihrem Geliebten in der Au treffen zu können) 2. ‚ich wie eine höfische Dame‘ (dann wäre das Mädchen keine adlige Dame, aber der Geliebte hätte sie, durch die sorgfältige Vorbereitung von Rosen usw., wie eine solche behandelt; diese Deutung kann man sich gut vorstellen, aber sie erfordert die syntaktische Ergänzung des ‚wie‘, das nicht im Text steht). 3. Ausruf ‚Heilige Maria!‘. Mit dieser Deutung hat man weder eine interpretatorische Schwierigkeit (wie bei Deutung 1), da sich aus der Situation ein Ausruf gut verstehen ließe, noch eine grammatikalische (wie bei Deutung 2), da ein Ausruf im Vokativ keine weiteren Satzglieder erfordert. Deutung 3 war daher früher allgemein akzeptiert. Es wäre jedoch das einzige Mal, dass Walther diesen Ausruf verwendet; daher ist man heute skeptisch. Allerdings benutzt Walther (als Mann) hêrre got! auch als ungläubigen Ausruf (nicht nur in einem Gebet); da kann man ihn wohl das Mädchen Maria! als ungläubigen Ausruf benutzen lassen. Wie geläufig solche Ausrufe in der Alltagssprache tatsächlich waren, wissen wir nicht, da wir zu wenig Belege mittelalterlicher Alltagssprache haben.
Dô het er gemachet

alsô rîche

von bluomen eine bettestat.

Des wirt noch gelachet

inneclîche,

kumt iemen an daz selbe pfat.

Bî den rôsen er wol mac,

tandaradei,

merken, wâ mirz houbet lac.
Da hatte er aus Blumen

ein prächtiges Bett

vorbereitet.

Darüber wird jetzt noch

herzlich gelacht,

wenn jemand denselben Weg entlang kommt.

An den Rosen kann er wohl,

tandaradei,

erkennen, wo mein Haupt lag.
rîche ‚reich; prächtig‘. – des ‚dessen‘; hier ‚darüber‘. – inneclîche ‚innig‘; ‚‘herzlich‘. – iemen ‚irgendjemand‘. – pfat ‚Pfad‘; ‚Weg‘. – bî ‚bei‘; ‚an‘. – mac ‚kann‘. – mirz = mir daz ‚mir das‘.
Daz er bî mir læge,

wessez iemen

(nû enwelle got!), sô schamt ich mich.

Wes er mit mir pflæge,

niemer niemen

bevinde daz, wan er und ich,

und ein kleinez vogellîn –

tandaradei,

daz mac wol getriuwe sîn.
Dass er bei mir lag,

wüsste das jemand

(das wolle Gott nicht!), dann würde ich mich schämen.

Was er mit mir tat,

das soll nie jemand

erfahren, außer er und ich

und ein kleines Vöglein,

tandaradei,

das kann wohl verschwiegen sein.
wessez = wesse ez ‚wüsste es‘. – en-welle ‚wolle nicht‘ (en-: proklitischer Verneinungspartikel). – pflæge zu pflegen ‚eine Tätigkeit ausüben‘. – wan ‚außer‘. – mac ‚kann‘. – getriuwe ‚treu‘. – ‚das kann wohl verschwiegen sein‘ = ‚versteht sich wohl auf Verschwiegenheit‘.

## Maßgebliche Textausgabe
- Walther von der Vogelweide: Leich, Lieder, Sangsprüche. Hrsg. von Christoph Cormeau. – 14., völlig neu bearb. Aufl. d. Ausg. Karl Lachmanns, mit Beitr. von Thomas Bein u. Horst Brunner. Berlin [u. a.]: de Gruyter, 1996. ISBN 3-11-013608-2.

## Hörbeispiele
- „Under der linden“ auf YouTube, interpretiert vom Salzburger Ensemble für Alte Musik Dulamans Vröudenton
- Tandaradei auf YouTube, interpretiert von Nobody Knows